# Alaba jeanettae
Alaba jeanettae är en snäckart som beskrevs av Bartsch 1910. Alaba jeanettae ingår i släktet Alaba och familjen Litiopidae. Inga underarter finns listade i Catalogue of Life.